# Triaenodes nymphaea
Triaenodes nymphaea là một loài Trichoptera trong họ Leptoceridae. Chúng phân bố ở miền Australasia.